# Övningsföretag
Övningsföretag (också känt i den engelskspråkiga världen som practice firm, practice enterprise, training firm, virtual enterprise, virtual business) är ett virtuellt företag som drivs som ett verkligt företag och som återspeglar alla processer, produkter och/eller tjänster som finns i ett riktigt företag. 
Ett övningsföretag liknar ett verkligt företag när det gäller struktur, organisation och funktion. Alla övningsföretag gör affärer med andra övningsföretag och följer då kommersiella affärsrutiner i sin världsomspännande ekonomiska omgivning. Ett övningsföretag är ett simulerat företag som startas av deltagare med hjälp av en handledare. Det engagerar sig i kommersiella aktiviteter och det ger deltagarna praktiska färdigheter och ökar deras kunskap och erfarenhet i fråga om affärsmannaskap. Att arbeta i ett övningsföretag ger deltagarna de nödvändiga redskapen och kunskaperna för att antingen kunna verka som entreprenörer eller att få anställning sedan de avslutat sitt arbete i övningsföretaget. 
I övningsföretaget tränas entreprenörskap inte bara hos yngre människor (gymnasie- eller komvuxelever), utan även vuxna får här sin träning (t.ex. anställda, arbetslösa, kvinnor som återvänder till arbetslivet, vuxna med handikapp eller universitetsstudenter).
Trots att det inte sker något utbyte av varor eller pengar, förekommer alla andra typer av transaktioner såsom: skapa order, ställa ut fakturor och sköta löpande bokföring med mera. Ett övningsföretag har ofta stöd av åtminstone ett verkligt företag, som kallas fadderföretag, vars produkter och tjänster återskapas i övningsföretaget. Fadderföretaget kan bistå med information kring teknik- och hanteringsfrågor.
Ett övningsföretag gör marknadsundersökningar, annonserar, köper råmaterial, engagerar transportörer, håller reda på lager, planerar, tillverkar simulerat gods, säljer simulerade varor eller tjänster, betalar löner, skatter osv.
Övningsföretaget är en plats där man kan träna:
- administration
- räkenskaper
- datorbaserade kunskaper
- personalärenden
- marknadsföring och försäljning
- inköp
- entreprenörskap

Bland målen för övningsföretaget som träningsplats märks att stärka förmågan till eget initiativ, självförtroende och känslan av att kunna förmedla kunskaper om hur ett företag byggs upp och drivs. Deltagarna på övningsföretaget lär sig även att samverka i grupp, utveckla egna initiativ och växa till i sociala, affärsmässiga och tekniska färdigheter.
Att göra affärer med andra övningsföretag utgör en väsentlig del av konceptet. Övningsföretag handlar med varandra i ett slutet nätverk på strikt kommersiell grund. Det världsvida nätverket av övningsföretag är uppbyggt av mer än 42 länder med tusentals övningsföretag.
Övningsföretagens internationella nätverk kallas EUROPEN (en akronym som används i Europa) eller PEN International (utanför Europa).
Fördelar med övningsföretag för riktiga företag
- välutbildad arbetskraft
- minskade rekryteringskostnader
- kortare inlärningstid för nya anställda
- reducerar risken för rekryteringsproblem
- effektivt valideringssystem
- ger goda möjligheter till PR
- ger företaget en möjlighet att stödja samhället på ett praktiskt sätt
- ger möjlighet till gratis produkt/marknadsundersökning för (fadderföretagets) produkter-